# Haku.
Haku. o Haku Circle (en  japonés: ハク。)  es una banda femenina de pop rock japonés conformada por cuatro integrantes. Su agencia y sello discográfico es Space Shower Music.

## Historia
El nombre de la banda es Haku (color blanco), el color que puede expresar libertad, el color refleja la intención de la banda de no tener límites por la musica o algún género, y el signo  "." proviene del hecho de que la banda se formó al asistir a un club, por lo que se agregó el punto al final para formar Haku.
Ai (voz y guitarra rítmica), Mayu (batería), Kano (bajo y coros) y Nazuna (guitarra líder) todas asistieron a la misma escuela secundaria y, en su segundo año de secundaria, un maestro del club de la escuela vocacional (club de música que nació del evento en vivo de estudiantes de secundaria "BREAK OF LIMIT" y brinda conferencias gratuitas a estudiantes de secundaria después de la escuela los días de semana) las alentó a formar una banda, a pesar de ser la primera vez que se conocían. Después de graduarse de la secundaria, todas las chicas asistieron a la escuela vocacional mencionadas anteriormente y continuaron sus actividades. 

## Viralización en Latinoamérica
La sensación en TikTok es una canción titulada “Kamukamo-Shikamo-Nidomokamo”. Este tema, repleto de trabalenguas y frases que desafían incluso a los hablantes nativos de japonés, pertenece originalmente a Mono No Aware, una banda japonesa de corte muy alternativo. Sin embargo, lo que realmente ha cautivado a la audiencia es el cover realizado por el grupo Haku Circle, que le ha dado una versión enérgica y súper pegajosa, acompañada de coreografías que se han vuelto imprescindibles en la red social.
La letra de “Kamukamo-Shikamo-Nidomokamo” está llena de desafíos fonéticos, con frases como “Trigo crudo, arroz crudo, huevo crudo” o “Pijama roja, pijama amarilla, pijama marrón”. Estos trabalenguas, utilizados en la cultura japonesa para practicar la pronunciación, se convierten en un divertido juego de palabras que nos atrapa a todos, aunque terminemos tarareando sin comprender del todo lo que decimos. La combinación del ritmo contagioso y la dificultad de los trabalenguas es, sin duda, el secreto detrás de su éxito viral.
Aunque el tema pertenece a la banda japonesa Mono No Aware, su popularidad explotó con la versión de Haku Circle, una agrupación femenina que ha logrado que su cover supere los 6 millones de reproducciones en YouTube, mientras que el video original apenas supera el millón.Este fenómeno demuestra el poder de TikTok y las redes sociales para revivir canciones y convertirlas en éxitos virales, incluso cuando se trata de una nueva versión.

Cada año, el 9 de agosto, se celebra un evento denominado "Haku. Day"  .

## Miembros
Ai (nacida el 12 de abril de 2002)
Voz y guitarra rítmica.
Nazuna (nacida el 19 de diciembre de 2002)
Guitarra líder.
Kano (nacida el 3 de agosto de 2002)
Bajo y coros.
Mayu (nacida el 12 de febrero de 2003)
Batería.

## Cronología
2019
- 8 de mayo, se forma Haku.

2020
- El 4 de abril, Lanzan la primera canción "Apple Pie" en el sitio de música "Eggs".
- El 17 de noviembre, se celebró el primer evento de producción propia "HAKU. pre. 'Muju-gaku'" en LIVE SQUARE 2nd LINE en Osaka.

2021
- El 15 de marzo, la canción "BLUE GIRL" fue seleccionada como tema principal del drama web "#Seishun Kamui".
- El 24 de marzo, ganan el gran premio en el Torneo Grand Champion de BOL, un torneo abierto solo para estudiantes de secundaria.
- El 29 de marzo, ganaron el primer puesto en el proyecto de descubrimiento de talento adolescente más grande de la región de Kansai, "Judai Hakusho". [1] [4]
- El 9 de agosto, celebraron su segundo evento de producción propia, “Chippoke Bokurano”, en LIVE SQUARE 2nd LINE en Osaka. [5]
- El 26 de septiembre se presentarán en "KANSAI LOVERS 2021" en el Osaka Castle Music Hall [6]

2022
- El 19 de enero se lanzó el primer mini álbum "Youth Diary" [7]
- El 18 de febrero se celebró en O-nest, Tokio, el primer evento independiente con sede en Tokio, "Youth Diary - Tokyo Edition" [8]
- El 19 de marzo, realizaron su primer concierto en solitario, "Youth Diary - Osaka Edition", en LIVE SQUARE 2nd LINE en Osaka. [8]

2023
- El 8 de marzo lanzaron el EP “Bokura” , totalmente producido por Kei Kono.

2024
- El 2 de diciembre, la nueva canción "Ai!" será elegida como la canción del mes de diciembre de Sina Pushu y se lanzará por primera vez.

## Discografía

### Sencillos digitales
| Fecha de lanzamiento    | Título                          |
| ----------------------- | ------------------------------- |
| 15 de marzo de 2021     | CHICA AZUL                      |
| 31 de marzo de 2021     | Genuino                         |
| 21 de abril de 2021     | A mí                            |
| 14 de julio de 2021     | hitonatsu                       |
| 6 de octubre de 2021    | Base para dos personas          |
| 15 de diciembre de 2021 | Kalanchoe                       |
| 30 de noviembre de 2022 | Chica ingenua                   |
| 11 de enero de 2023     | Intitulado                      |
| 15 de febrero de 2023   | Camino de la intuición          |
| 31 de mayo de 2023      | Tenemos que ser nosotros        |
| 24 de julio de 2024     | dedede                          |
| 2 de octubre de 2024    | El universo dentro de mi cabeza |
| 2 de diciembre de 2024  | ¡Hola!                          |

### Álbumes
|                | Fecha de lanzamiento | Título                         | Número de pieza estándar | Lista de canciones |
| -------------- | -------------------- | ------------------------------ | ------------------------ | --- |
| 1er mini       | 19 de enero de 2022  | Diario de la juventud          | PECF-3265                | 1. A mí 2. CHICA AZUL 3. Genuino 4. Kalanchoe 5. ame. 6. hitonatsu 7. Tarta de manzana 8. Base para dos personas                                                                     |
| 1er EP digital | 8 de marzo de 2023   | Bokura - EP                    |                          | 1. Luz del casco 2. Camino de la intuición 3. Chica ingenua 4. Intitulado |
| 1º             | 9 de agosto de 2023  | Sin nosotros, no sirve de nada | PECF-3280                | 1. Girar y pensar 2. Libertad corta 3. Chica ingenua 4. Camino de la intuición 5. sexto sentido 6. verano 7. Intitulado 8. Eres Hinata 9. Luz del casco 10. Tenemos que ser nosotros |

### Obras participantes
| Fecha de lanzamiento   | Título                                         | Lista de canciones   | Observaciones |
| ---------------------- | ---------------------------------------------- | -------------------- | ------------- |
| 9 de noviembre de 2022 | Una canción de Natsume "Blue Fly feat. Haku. " | Blue Fly feat. Haku. |               |

### Vídeos musicales
| Fecha de lanzamiento    | Título                     | Director               |
| ----------------------- | -------------------------- | ---------------------- |
| 17 de noviembre de 2020 | CHICA AZUL                 |                        |
| 30 de marzo de 2021     | Genuino                    | Wataru Yokoyama        |
| 21 de abril de 2021     | A mí                       | Wataru Yokoyama        |
| 14 de julio de 2021     | hitonatsu                  | Wataru Yokoyama        |
| 8 de octubre de 2021    | Dos bases                  | Wataru Yokoyama        |
| 15 de diciembre de 2021 | Kalanchoe                  | Wataru Yokoyama        |
| 6 de abril de 2021      | Haru Light (versión corta) | Akari Eda              |
| 14 de diciembre de 2022 | Chica ingenua              | Kanoka Hirano          |
| 12 de enero de 2023     | Intitulado                 | Suzuki Shiyou (Dadabi) |
| 16 de febrero de 2023   | Camino de la intuición     | Seitaro Yamasaki       |
| 15 de marzo de 2023     | Luz del casco              | Midori Kodama          |
| 14 de junio de 2023     | Tenemos que ser nosotros   | Wataru Yokoyama        |
| 12 de julio de 2023     | Libertad corta             | Wataru Yokoyama        |
| 11 de agosto de 2023    | Girar y pensar             |                        |
| 9 de agosto de 2024     | dedede                     |                        |
| 26 de octubre de 2024   | El universo en mi cabeza   |                        |

## Principales actuaciones en vivo

### En vivo patrocinado/En vivo en solitario
| Fecha                   | Título                                | Observaciones                                                                          |
| ----------------------- | ------------------------------------- | -------------------------------------------------------------------------------------- |
| 17 de noviembre de 2020 | Muju-gaku                             | @LIVE SQUARE 2da LÍNEA con Junkie58% / BOLSO DE DÍA / TRÉBOL DE CINCO HOJAS / En       |
| 9 de agosto de 2021     | Nuestro pequeño                       | @LIVE SQUARE 2da LÍNEA con mogari después de euforia/POOLS/Re:name                     |
| 18 de febrero de 2022   | Diario de la Juventud - Edición Tokio | @spotify o-nest con Mu mensual y dulces de Nueva Caledonia/Conton / Bombilla derretida |
| 19 de marzo de 2022     | Diario de la Juventud ~Edición Osaka~ | @LIVE SQUARE 2da LÍNEA Solo en vivo                                                    |

## Elenco

### CENTÍMETRO
- STNet " Pikara " (2024) [13]